# Banchette
Banchette (piemontesisch Banchëtte) ist eine Gemeinde in der italienischen Metropolitanstadt Turin (TO), Region Piemont.

## Lage und Einwohner
Banchette liegt 50 km nördlich von Turin. Das Gemeindegebiet umfasst eine Fläche von 2 km² und hat 3110 Einwohner (Stand 31. Dezember 2023). 
Die Nachbargemeinden sind Ivrea, Fiorano Canavese, Salerano Canavese, Samone und Pavone Canavese.

## Partnergemeinde

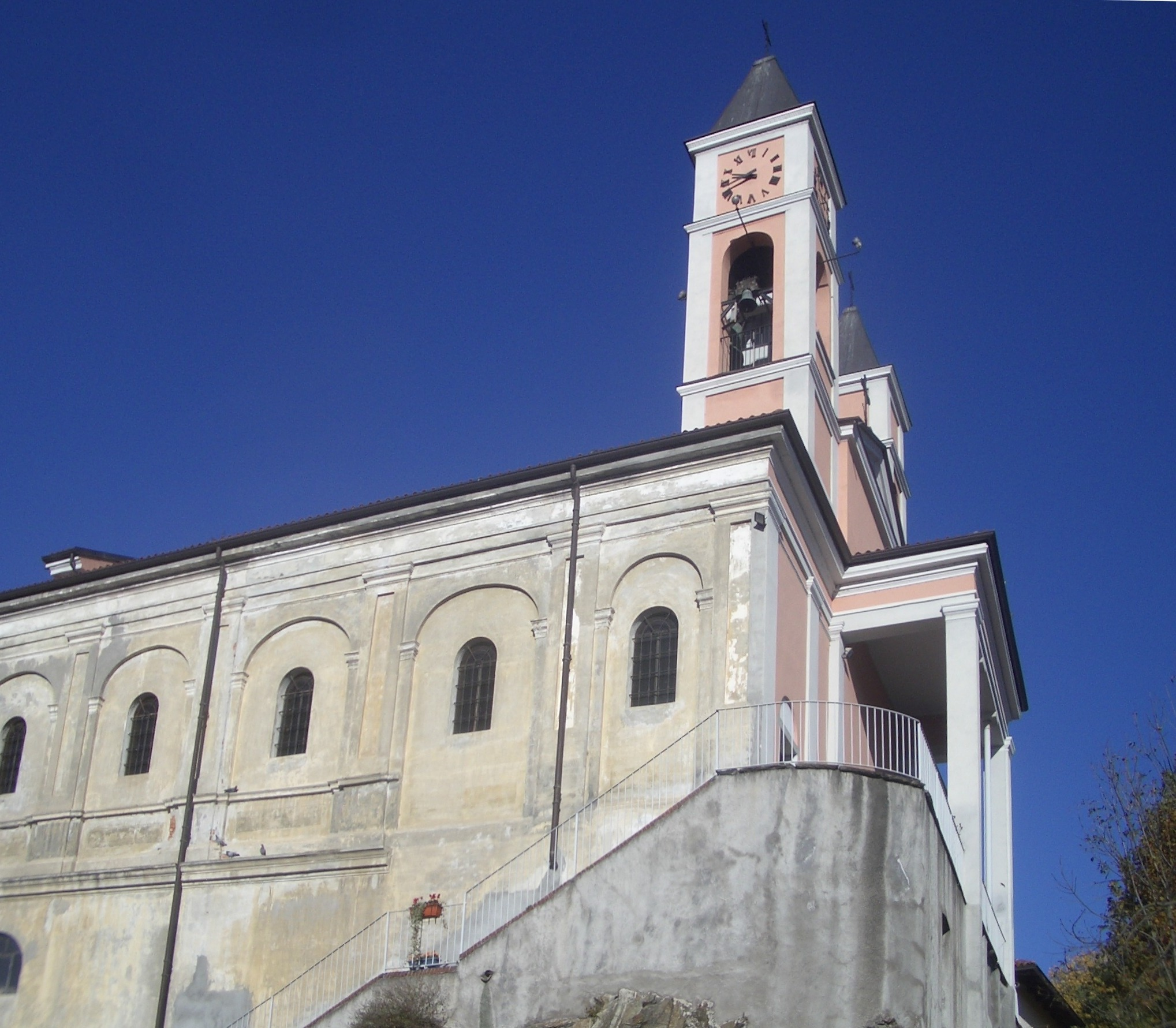
Die Pfarrkirche

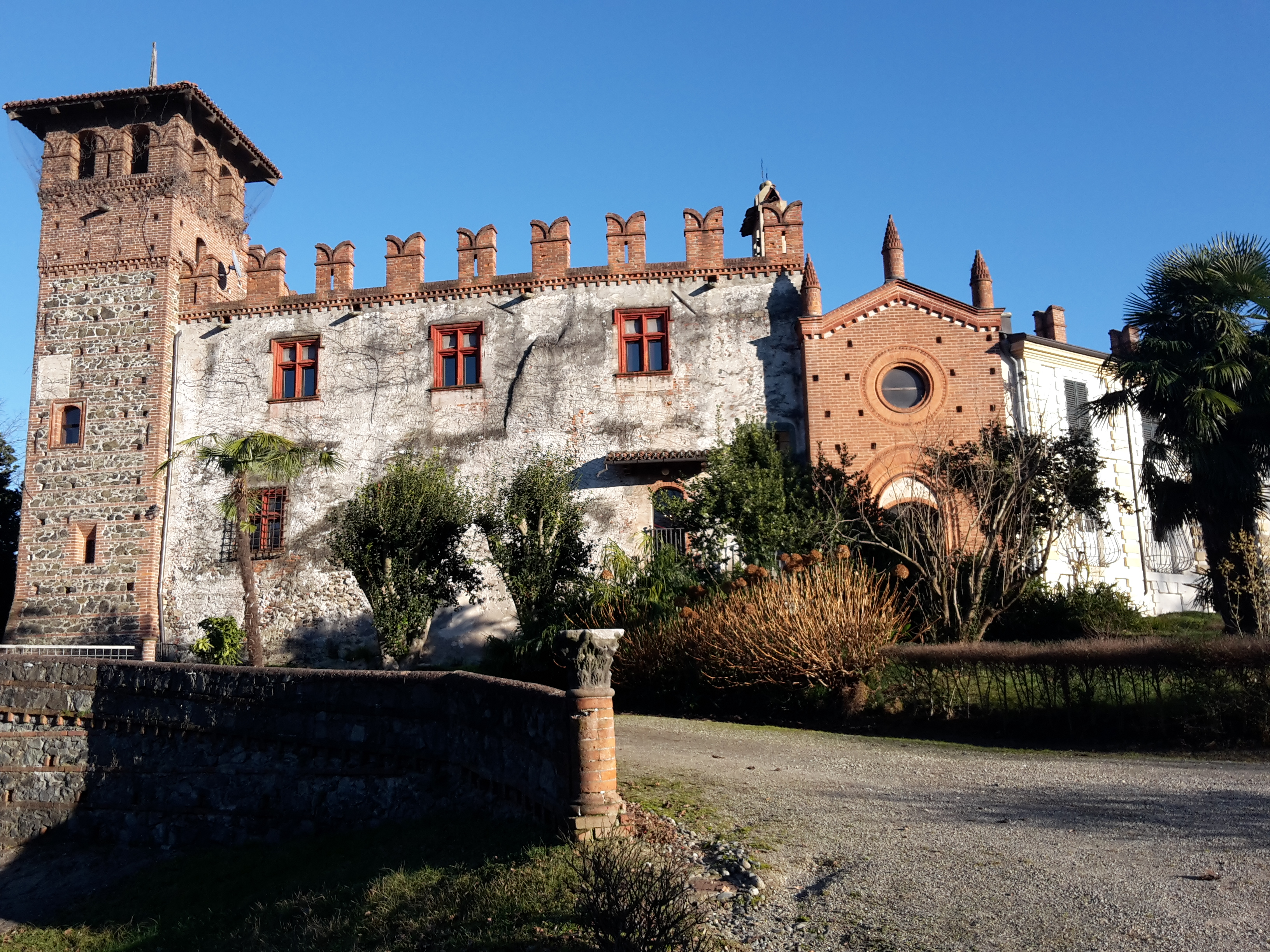
Das Castello von Banchette

Septème